# Billy Ashcroft
Billy Ashcroft (sinh ngày 1 tháng 10 năm 1952 ở Liverpool) là một cầu thủ bóng đá người Anh đã giải nghệ, thi đấu ở cả hai vị trí trung vệ và ở tiền đạo. Ông có màn ra mắt cho Middlesbrough ngày 3 tháng 9 năm 1977 trong thất bại 2-1 trước West Bromwich Albion, sau khi đầu quân cho Wrexham trong 7 năm, thi đấu 219 trận và ghi 72 bàn. Ashcroft được chuyển đến FC Twente ở Hà Lan năm 1982, thi đấu 3 năm, có 77 lần ra sân ở giải vô địch và ghi 29 bàn. Năm 1985, ông chuyển đến Tranmere Rovers, ghi 2 bàn trong 23 trận.